# 护校运动

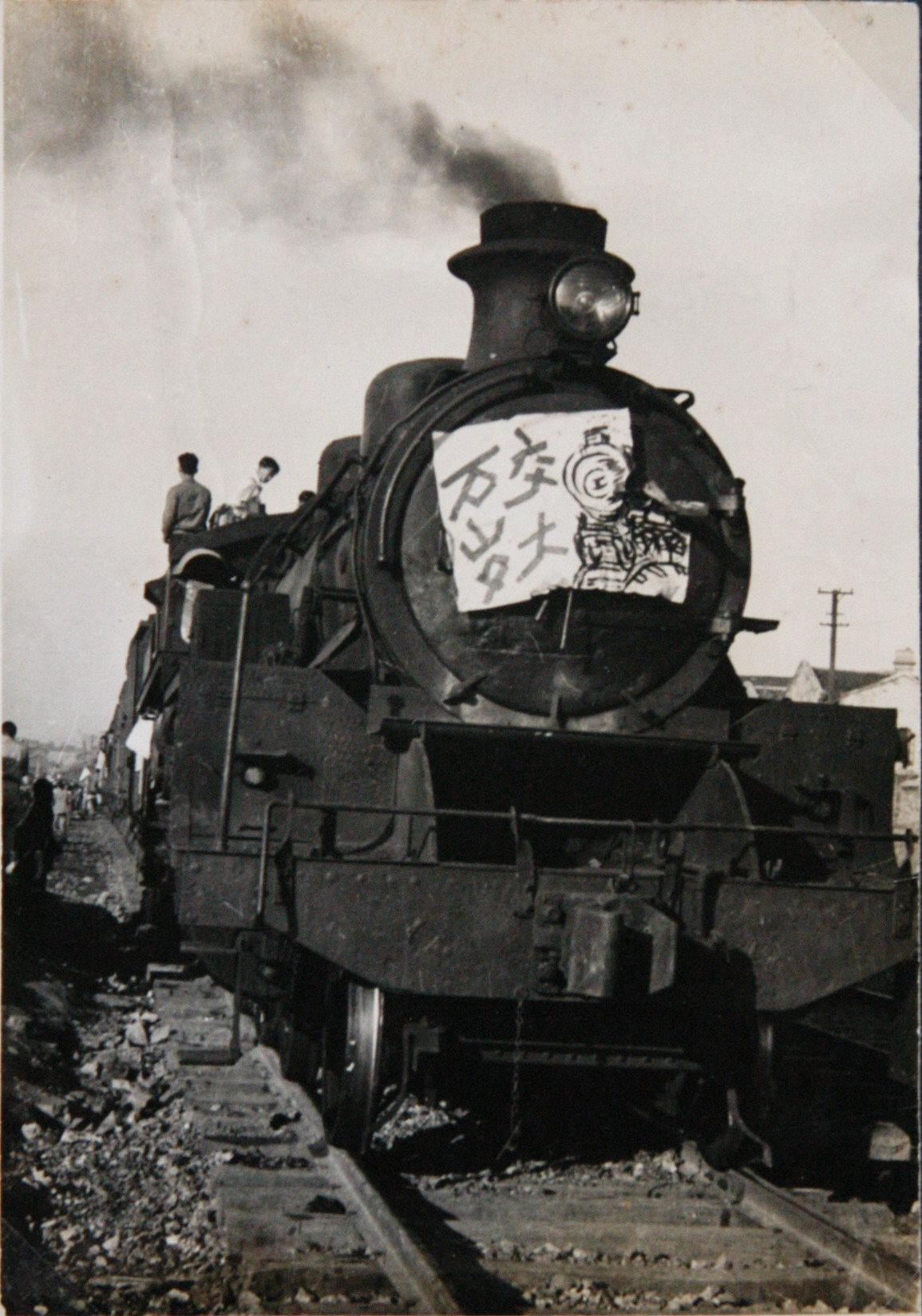
1947年护校运动中交大学生驾驶火车至南京请愿

护校运动，是指1947年5月，为当时的国立交通大学（交通大学沪校）为主导，国立唐山工学院（交通大学唐校）、国立北平铁道管理学院（交通大学平校）响应的一次上海、北平、河北唐山的学生运动。主要目的是抗议当时中华民国教育部对交通大学的肢解政策、以及二战后军方对学校活动的干涉。此次运动成功迫使当局勉强同意了师生们的各项要求，并使得交通大学的名字保留至今。

## 起因
抗日战争结束后，碍于战争后的恢复需要，中华民国政府宣布要压缩教育经费，进行院系调整。其中历经交通大学第一次南迁的交通大学北平铁道管理学院与交通大学唐山工程学院各自返回北平和唐山，但被改为“国立北平铁道管理学院”、“国立唐山工学院”。内迁到重庆的交通大学本部返回上海后也被宣布要停办航运，轮机两系，并改名为“国立南洋工学院”。
1947年5月2日，返回北平举行庆祝会的交大同学对复员学校设备表示十分不满，并与战后停驻在此的空军产生对抗。全校师生在中南海北平行辕集体请愿，最后李宗仁下令空军撤出交大校区。此举鼓舞了交大师生之间的行动，同月10日交通大学沪校学生罢课。5月12日，交大平院罢课，响应护校运动。唐山工学院班长联席会议决议成立护校委员会，提出“恢复交通大学校名，增加办学经费”的要求。

## 过程
1947年5月13日清晨5时，交通大学沪校近三千名学生们开始集合。尽管上海市市长吴国桢等人阻碍，仍然无法阻碍成功。之后吴国桢、田培林、方治、潘公展、吴保丰谈判，均未奏效。而同时，此前准备的交大学生收集齐机车和车皮，由机械系学生傅家邦、丁仰炎等开动的火车驶进月台。
下午6时半，请愿团总指挥张公纬组织学生上车。6时45分，火车启动向南行驶。6时55分，列车开到麦根路，铁路局奉命拆除铁轨，但交大土木系学生很快将路轨重新铺好。晚上7时40分左右，青年军202师阻止前进，僵局持续到晚上9时20分，谈判再次失败。午夜列车靠近真如车站。14日凌晨1时，朱家骅终于坐着装甲车赶到现场；并谈判成功。

## 结果
在国民党要员吴国桢、蒋经国、宣铁吾、田培林、凌鸿勋等在场下，转移朱家骅亲笔签署的书面答复交给学生代表：

1. 交大校名不更改；
2. 轮机、航海两科不停办；
3. 学校经费依照实际需要增加，与其他大学平等；
4. 员工名额按班级人数照章增加；
5. 如有未尽事宜，师生及校友可派代表晋京面商。

5月15日晚，学生自治会召开系科代表大会，选出胡国定、丁仰炎等15名赴京谈判代表，并决定继续罢课支持代表谈判斗争，直到护校要求全部达到为止。教授会也派出钟伟成、季文美教授代表共同赴京。经过谈判，教育部重新承诺了朱家骅签署的要求，并当即拨付了一笔经费。至此，交大护校运动胜利结束。